# Stuart Wilde
Stuart Wilde (24. září 1946, Farnham, Surrey, Anglie – 1. května 2013, Irsko) byl britský spisovatel směru New Age a New Thought a lektor, který se specializoval na práce o metafyzice, soběstačnosti a spiritualitě. Byl též učitel, humorista, scenárista, textař a hudební producent. Vydal dvacet knih, včetně řady The Taos Quintet: Miracles, The Force, Affirmations, The Quickening a The Trick to Money is Having Some, z níž česky vyšla kniha Kormidluj svůj člun (Affirmations).
Zemřel ve věku 66 let na srdeční infarkt během jízdy po Irsku.